# Догана ди Верукио I (Римини)
Догана ди Верукио I је насеље у Италији у округу Римини, региону Емилија-Ромања.
Према процени из 2011. године у насељу је живело 31 становника. Насеље се налази на надморској висини од 135 m.